# Krisean López
Krisean Kyle López (Ciudad de Belice, Belice, 2 de noviembre de 1998) es un futbolista beliceño que juega de delantero centro en el Verdes FC de la Liga Premier de Belice.

## Carrera
Tras el Torneo Apertura 2017-18, López fue nombrado el mejor nuevo jugador joven de la liga como parte del Wagiya FC. Antes del inicio de la Temporada de Clausura, se trasladó a Verdes FC, rival de la liga.
López viajó a Estados Unidos para realizar la pretemporada con el Indy Eleven de la USL Championship. En abril de 2021, regresó al país para probar con el EFA Metro de la United Premier Soccer League a pesar de tener contrato con Verdes FC hasta junio de 2022. Aunque se fue con la aprobación del club y este apoyaría una transferencia beneficiosa para el desarrollo de López, Verdes FC estaba descontento por la forma en que el ex seleccionador nacional Richard Orlowski contactó directamente con los jugadores. En diciembre de ese año, López ganó el premio al jugador más valioso de la liga como máximo goleador conjunto de la liga.
López salió cedido del Verdes FC en diciembre de 2022, fichando por el C.D. Platense de la Primera División de El Salvador. Platense se interesó por el jugador después de que el club se enfrentara a Verdes en la Liga CONCACAF 2022. López debutó con Platense en un amistoso de pretemporada contra Juventud Independiente a principios de enero de 2023. En total, jugó seis partidos de pretemporada con el club y se perdió otro por lesión. Se perdería el partido inaugural del Clausura 2023 porque se demoraron los trámites de su transferencia. Finalmente, López fue autorizado a jugar en el segundo partido del club. Debutó oficialmente en la liga el 3 de febrero de 2023 contra el C.D. Luis Ángel Firpo. Marcó su primer gol con el club en la victoria por 3-2 sobre el Atlético Marte el 26 de febrero.

## Selección nacional
El 3 de junio de 2018 debutó con la selección de Belice en un partido amistoso contra Barbados, López disputó la totalidad de minutos en el empate por 0-0.
El 7 de septiembre de 2018 se enfrentó ante la selección de Bahamas, López protagonizó un doblete siendo los primeros goles a los minutos 79' y 90+5' cerrando con la victoria por 4-0.

#### Participaciones internacionales
| Evento                                  | Sede     | Resultado      | Partidos | Goles |
| --------------------------------------- | -------- | -------------- | -------- | ----- |
| Liga de Naciones de la Concacaf 2019-20 | Concacaf | Fase de grupos | 8        | 2     |
| Liga de Naciones de la Concacaf 2022-23 | Concacaf | Fase de grupos | 5        | 0     |

#### Participaciones en eliminatorias
| Eliminatoria               | Sede  | Resultado | Partidos | Goles |
| -------------------------- | ----- | --------- | -------- | ----- |
| Clasificación Mundial 2022 | Catar | Eliminado | 2        | 0     |

## Clubes
| Club         | País        | Año       |
| ------------ | ----------- | --------- |
| Wagiya SC    | Belice      | 2016-2018 |
| Verdes F.C   | Belice      | 2018-Act. |
| C.D Platense | El Salvador | 2022-2023 |

## Palmarés

### Títulos nacionales
| Título                 | Club       | País   | Año  |
| ---------------------- | ---------- | ------ | ---- |
| Liga Premier de Belice | Verdes F.C | Belice | 2019 |